# 石井隆夫
石井 隆夫（いしい たかお、1954年6月30日 - 2018年7月）は、日本の男性俳優、声優。東京都出身。生前の所属事務所はテアトル・エコー。

## 人物
早稲田大学中退。
1990年代にNHKで放映されていた『ボブの絵画教室』のホスト役であるボブ・ロスの軽妙な吹き替えが当たり役（『探偵!ナイトスクープ』には故人となったボブの代理として出演している）。
死去した国坂伸や村越伊知郎から持ち役の一部を引き継いでいた。
2018年7月、逝去。その数年前より体調を崩しており、2015年には事務所へマネージメントの終了並びに退団を申し出ていたが、役者仲間からの説得もあり、最後まで劇団に籍を置いていた。

## 後任
石井の死後、持ち役を引き継いだ人物は以下の通り。
| 後任       | 役名                   | 概要作品                         | 後任の初担当作品                               |
| ---------- | ---------------------- | -------------------------------- | ---------------------------------------------- |
| 鈴木清信   | 安藤監督               | 『MAJOR シリーズ』               | 『MAJOR 2nd』                                  |
| 伊藤和晃   | 二郎神                 | 『最遊記シリーズ』               | 『最遊記RELOAD BLAST』                         |
| 後藤敦     | マートッグ             | 『パイレーツ・オブ・カリビアン』 | 『パイレーツ・オブ・カリビアン/最後の海賊』    |
| 多田野曜平 | ぽんたろうのおじいさん | 『しましまとらのしまじろう』     | 『はっけん たいけん だいすき! しまじろう』     |
| 大川透     | ぽんたろうのおじいさん | 『しましまとらのしまじろう』     | 『しまじろうのわお!』                          |
| 落合弘治   | ミスター・スペル       | 『トイ・ストーリーシリーズ』     | 『フォーキーのコレって何?』                    |
| 坂東尚樹   | ボブ・ロス             | 『ボブの絵画教室』               | 『ボブ・ロス: 楽しいアクシデント、裏切りと欲』 |

## 出演

### 吹き替え

#### 映画
- アイ・アム・レジェンド（男性キャスター）※テレビ朝日版
- 愛してる、愛してない...
- アイス・ストーム
- アトランティスのこころ
- アンジェラ（ペドロ）
- アンツ・イン・ザ・パンツ!（ヴィンターフェルト〈クリスチャン・シュネラー〉）
- インタビュー・ウィズ・ヴァンパイア
- インデペンデンス・デイ（オークン博士の助手〈リーランド・オーサー〉）※テレビ朝日版（日本語吹替完全版Blu-rayBOX収録）
- ヴァンパイア/最期の聖戦
- 海辺の家（デヴィッド・ドコス〈サム・ロバーズ〉）
- エグゼクティブ・コマンド（フィル・ハーツバーグ〈ブライアン・クランストン〉）※ソフト版
- エスパー
- エバーラスティング 時をさまようタック
- L.A.クロッシング（ブラニガン〈ジェームズ・ルッソ〉）
- エンジェル・アイズ（ロバート〈テレンス・ハワード〉[4]）
- 壊滅暴風圏〜ファイナル・カウントダウン〜（レオナルド市長）
- ガーデン
- 怪獣大決戦ヤンガリー（ジョージ・マードック将軍〈ダン・キャッシュマン〉）
- 案山子男（ヒューイット〈リチャード・エルフマン〉）
- キラーコンドーム（スミルノフ博士）
- 金色の嘘（キャッスルディーン卿（ニコラス・デイ））
- キングコング ※テレビ朝日版2
- クロウ 復讐の翼（ロバーツ〈ウォルトン・ゴギンズ〉）
- グリマーマン（クリストファー・メイナード〈スティーヴン・トボロウスキー〉）
- 交渉人（ケイル〈ロバート・デヴィッド・ホール〉）※テレビ朝日版
- ゴスフォード・パーク（モリス・ワイズマン〈ボブ・バラバン〉）
- ゴッドファーザー PART II（ジョニー・オーラ〈ドミニク・キアネーゼ〉）※DVD&Blu-ray版
- 恋とニュースのつくり方
- ザ・ビジターIV（マイケル・オライアン〈アダム・ボールドウィン〉）
- ジャン＝クロード・ヴァン・ダム ザ・ディフェンダー（ティーグ〈ロン・ボッティータ〉）
- ジェネラル 天国は血の匂い（マーティン〈ブレンダン・グリーソン〉）
- 白いカラス（ネルソン・プリムス〈クラーク・グレッグ〉）
- シシリアン 虐殺の地（ヒューストン〈クリストファー・ウォーケン〉）
- 女帝キャサリン（ポロンツォフ〈イアン・リチャードソン〉）
- 消滅水域
- スター・ウォーズ/イウォーク・アドベンチャー 勇気のキャラバン（ディージ）※DVD版
- スタートレックV 新たなる未知へ
- ストーカー（目の外科医）
- スピード（隊員1、中年男）※フジテレビ版
- 世界最速のインディアン（ティナ・ワシントン）
- その名にちなんで（アショケ・ガングーリ〈イルファーン・カーン〉）
- ダウン（アンディ）※DVD版
- 007 消されたライセンス（ラスムセン）※テレビ朝日版
- 探偵少女レクシー
- D.N.A.V
- 天使と悪魔（科学者）
- テンペスト 旋風の破壊神（アンバーソン〈マイケル・アイアンサイド〉）
- デンジャラス・ビューティー2
- トゥームレイダー2（スティーヴンス捜査官）※テレビ朝日版
- トロイ
- ナインスゲート（パブロ）※DVD版
- ナイルの宝石 ※テレビ朝日版
- 9デイズ（フィンク）※フジテレビ版
- ノーエスケープ（マッガーディー〈ブルース・ダーン〉）
- パイレーツ・オブ・カリビアンシリーズ
  - パイレーツ・オブ・カリビアン/生命の泉（陪審長）
  - パイレーツ・オブ・カリビアン/ワールド・エンド（マートッグ）
  - パイレーツ・オブ・カリビアン/呪われた海賊たち（マートッグ）
- パラサイト（エドワード・ファーロング〈ジョン・スチュワート〉）※DVD版
- パニッシュメント（スペンサー〈マーティン・シーン〉）
- ハリエットはティーン・スパイ（ロジャー）
- バットマン & ロビン Mr.フリーズの逆襲（リー博士〈マイケル・ポール・チャン〉）※ソフト版
- 判決前夜/ビフォア・アンド・アフター
- ビューティフル・ピープル
- ブラック・リバー（トンプソン市長〈スティーヴン・トボロウスキー〉）
- ピンク・キャデラック
- ビッグ・ビジネス（ハーラン〈ジョン・ハンコック〉）
- ビッグ・ライアー（ハリー〈マイケル・ブライアン・フレンチ〉）
- ファイアーストーム（デイヴィス）
- ブギーナイツ（リトル・ビル〈ウィリアム・H・メイシー〉）
- ペナルティ・パパ（フィル・ウェストン〈ウィル・フェレル〉）
- ほぼトライライト（ボビー〈アイク・バリンホルツ〉）
- ホーム・アローン3 ※ソフト版
- マイ・ドッグ・スキップ（ミラード〈クリント・ハワード〉）
- マイティ・ジョー（ジャック〈クリスチャン・クレメンソン〉）
- パワーレンジャー（管制官の声）
- 羊たちの沈黙（フレデリック・チルトン医師）※DVD版
- 魔法使いの弟子
- ミーン・マシーン（刑務所長〈デヴィッド・ヘミングス〉）
- ミッドナイトクロス（マニー・カープ〈デニス・フランツ〉）※DVD版
- メギド（フランチーニ〈フランコ・ネロ〉）
- メリー・ポピンズ（ペンギン・ウェイター）※ソフト版
- モーツァルトとクジラ（グレゴリー〈ジョン・キャロル・リンチ〉）
- ヤング・ブラッド（ルイ13世〈ダニエル・メスグイッチ〉）
- リトル・ミス・サンシャイン
- リプレイスメント
- リトル★ニッキー（オジー・オズボーン）
- レマゲン鉄橋
- レジェンド・オブ・アロー ※NHK版
- 恋愛睡眠のすすめ（ギィ）
- ロード・トゥ・パーディション（ジャック・ケリー）
- ロード・トリップ（アンダーソン教授〈ウェンデル・B・ハリスJr.〉）
- ローマ法王の休日（精神科医の男〈ナンニ・モレッティ〉）
- ローン・レンジャー（ホリス〈リュー・テンプル〉）
- ロスト・コマンド（ベン・サド）
- ロンゲスト・ヤード（アンガー〈デヴィッド・パトリック・ケリー〉）
- ワンナイト・イン・モンコック

#### ドラマ
- アンダーカバー・ボス3 社長潜入調査
- アンフォゲッタブル2 完全記憶捜査
- ER緊急救命室シリーズ
  - シーズン6（クラップ〈カール・ウィーダーゴット〉）※第16話
  - シーズン8（ヘンリー）※第4話
  - シーズン9（エンリケス〈ダミアン・ルヴァラ〉）※第16話
  - シーズン11（Dr.アグボ〈パーブシュ・チーナ〉）※第9話
  - シーズン12（ケニー〈ボビー・マッギー〉）※第10話
- インディ・ジョーンズ/若き日の大冒険（ヘイルズ）
- V（マーチン〈フランク・アシュモア〉）※ソフト版
- X-ファイル ※ソフト版
- エレメンタリー ホームズ&ワトソン in NY（ハロルド・ドレスデン〈リチャード・ベキンズ〉）
- 堕ちた弁護士 -ニック・フォーリン-
- キャッスル 〜ミステリー作家は事件がお好き #4（ブルース・カービー〈ジョナサン・バンクス〉）
- クリミナル・マインド3 FBI行動分析課 #19（ブライアン・マトロフ〈エリック・ラング〉）
- クリミナル・マインド 特命捜査班レッドセル #9（児童保護局員）
- ゴースト 〜天国からのささやき シーズン2 #18（スティーブ・ウィラー〈レニー・フォン・ドーレン〉）
- コバート・アフェア（ジャービス上院議員〈D・W・モフェット〉）
- 新アウターリミッツ（バーンズ〈ダリル・シャトルワース〉）
- スターゲイト SG-1（アシュラク）
- スーパーナチュラル（アーロン・フラー博士〈マルコム・スチュワート〉）
- 孫子兵法
- そりゃないぜ!? フレイジャー（フィル〈ネイサン・レイン〉）
- ダメージ（ミッチ、カール・ブラント）
- ザッツ・ライフ〜リディアの人生ゲーム〜（フランク・デ・ルッカ〈ポール・ソルヴィノ〉）
- 超音速ヒーロー ザ・フラッシュ ※日本テレビ版
- シャーリー・ホームズの冒険（ロバート・ホームズ）
- CSI:科学捜査班（リチャード・ジーグラー〈ジョン・ゲッツ〉）
- CSI:2 科学捜査班（ヘクター・デルガド〈アマウリー・ノラスコ〉）
- CSI:4 科学捜査班（デイル・スターリング獣医〈ジェフリー・コムズ〉）
- CSI:マイアミ3（カイル・ドナルドソン消防署長〈エリック・ピアポイント〉）
- CSI:マイアミ8（キース・パーマー〈デイビット・チザム〉）
- CSI:ニューヨーク2（ウィットマン・プライス）
- CSI:ニューヨーク6（ジョシュ・ウィーバー〈リック・ピータース〉）
- デューン/砂の惑星（ガーニー）
- デスパレートな妻たち4
- ドリュー・ケリー DE ショー!（オズワルド・リー・ハーベイ〈ディートリッヒ・ベイダー〉）
- トータル・リコール2070（ウィンストン〈キム・コーツ〉）
- 新Dr.マーク・スローン（スティーブ・スローン〈バリー・ヴァン・ダイク〉）
- トワイライト・ゾーン（リック〈フランク・カッシーニ〉）
- 24 -TWENTY FOUR-（フィル・パースロー〈ヴィンセント・アンゲル〉）
- PERSON of INTEREST 犯罪予知ユニット
- ハイ・インシデント/警察ファイルJ（テリー〈マット・ベック〉）
- HEROES/ヒーローズ（カイト・ナカムラ〈ジョージ・タケイ〉）
- ブルーブラッド 〜NYPD家族の絆〜（ドナルド・ヴァンス）
- フェリシティの青春（エドワード・ポーター〈エリック・アンダーソン〉）
- FRINGE/フリンジ
  - シーズン2（保安官〈マイケル・オニール〉）
  - シーズン3（クリック博士〈アラン・ラック〉）
- ヘムロック・グローヴ（ニコライ・ルマンセック）
- ミス・マープル 書斎の死体（バートレット）
- ミディアム 霊能者アリソン・デュボア（トム・ヴァン・ダイク検事〈ジョン・プロスキー〉）
- ミディアム4 霊能者アリソン・デュボア（サム・ウィンターズ〈ジェフ・ピアソン〉）
- 名探偵モンク4（陪審警備員）
- レバレッジ 〜詐欺師たちの流儀（ジム・スターリング〈マーク・A・シェパード〉）

#### アニメ
- アナスタシア
- ザ・シンプソンズ（トム）
- ジャッキー・チェン・アドベンチャー（おじさん）
- ぞうのババール バドゥのだいぼうけん（ババール）
- トイ・ストーリー（エイリアンたち、バズ・ライトイヤーのCMナレーター、ミスター・スペル、ロボット）
- トイ・ストーリー2（ミスター・スペル、ミスター・コニシ）
- トイ・ストーリー3（チャンク）
- トゥーストゥーピッドドッグス（ハリウッド）
- とび★うおーず（エビ爺さん）
- トランスフォーマー ザ・リバース（カップ[5]、ワイドロード[5]、スナップドラゴン[5]、エイムレス[5]）
- ハッピー フィート（アルファ・スクーア）
- 美女と野獣 ベルの素敵なプレゼント
- ベン10 オムニトリックスの秘密（アズマス）

#### その他
- ジェイミーの食育革命! in LA
- ボブの絵画教室（ボブ・ロス）

### テレビアニメ
1994年
- マクロス7（バローダ1）

1995年
- ビット・ザ・キューピッド（ロードス王）

1996年
- しましまとらのしまじろう（みみりんのおじさん、もぐらのじいさん、もみじい、他）

1998年
- ポポロクロイス物語（露天商）

1999年
- アークザラッド（医師）
- ∀ガンダム（民生官）
- 火魅子伝（平八郎）
- ワイルドアームズ トワイライトヴェノム（司書A）

2000年
- 最遊記シリーズ（2000年 - 2004年、二郎神、兵士）- 3シリーズ
- ニャニがニャンだー ニャンダーかめん（2000年 - 2001年、涙鬼、マジャック）

2002年
- デジモンテイマーズ（ジョニー・ベッケンスタイン）
- ヒカルの碁（2002年 - 2003年、席亭、伊角の父、吉川）
- ふぉうちゅんドッグす（シュナエモン）

2003年
- サザエさん35周年記念SP磯野家北へ飛ぶ（山谷）

2004年
- A15シリーズ（変身3部作）
  - ヒットをねらえ!（かのうたつお、佐藤徹）
  - LOVE♥LOVE?（桜相寺春雄）

- MAJOR シリーズ（2004年 - 2009年、安藤監督）- 4シリーズ

2005年
- ギャラリーフェイク（青沼）
- CLUSTER EDGE（軍人）

2008年
- ゴルゴ13（アナウンサー）
- テレパシー少女 蘭（浜野、芳野）
- はっけん たいけん だいすき!しまじろう（2008年 - 2011年、ぽんたろうのおじいさん）- 2シリーズ
- BLUE DRAGON 天界の七竜（長老）

2009年
- 狼と香辛料II（宿屋主人）
- 花咲ける青少年（慶昌）

2013年
- トレインヒーロー（技師）

### 劇場アニメ
1987年
- 王立宇宙軍 オネアミスの翼（管制官）

1998年
- スプリガン（幹部A）

2008年
- 劇場版MAJOR メジャー 友情の一球（安藤監督）

2012年
- おおかみこどもの雨と雪

### OVA
1989年
- TAMA AND FRIENDS 3丁目物語

1994年
- 銀河英雄伝説（クライバー）
- THE レイプマン（依頼人）
- なつきクライシス（菊地）

2011年
- 最遊記外伝（二郎神）

### ゲーム
2002年
- スター・ウォーズ ギャラクティック・バトルグラウンド（パルパティーン）
- ソウルリーバー2（モビウス）

2003年
- 白中探険部（漁師トメ）
- トゥームレイダー 美しき逃亡者（グラント・ミラー）

2004年
- ホーンテッドマンション（首切りナイト、年老いたジーク 他）

2005年
- うるるんクエスト恋遊記（紺碧）

2006年
- ラスト・エスコート（作上弘史）

2011年
- 龍が如く OF THE END

2012年
- 龍が如く5 夢、叶えし者

### 特撮
1996年
- 超光戦士シャンゼリオン（グルリスの声）
- ビーファイターカブト（魔剣鎧将キルマンティスの声）

1998年
- 星獣戦隊ギンガマン（ドレッドレッダーの声）

1999年
- 救急戦隊ゴーゴーファイブ（ゾードの声、ソード・キマイラーの声）

### ラジオドラマ
- NHK-FM 青春アドベンチャー
  - 「タイム・リーパー」（1998年）
  - 「王の眠る丘」（2001年）
- ラスト・ゴング（1989年、ニッポン放送）

### ドラマCD
- 王立宇宙軍 オネアミスの翼 ドラマ編（管制官）
- 最遊記外伝 コミックゼロサムCDコレクション（二郎神）
- 宝島（スモレット船長）
- 罪な約束（反町）

### ボイスオーバー
- 地球ドラマチック（NHK教育）
  - 「 E.T.の住む星」（2004年）
  - 「スカイ・モンスター 〜天空の支配者 翼竜〜」（2005年）
  - 「インド・走り続ける少年」（2006年）
  - 「出エジプト記の“真実”〜奇跡は本当に起こったのか?〜」（2006年）
  - 「脳の力 ～記憶力の天才たち～」（2006年）
  - 「イルカ ふしぎの動物」（2007年）
- BS世界のドキュメンタリー（NHK-BS1）
- ロイヤル・スキャンダル 〜エリザベス女王の苦悩〜（2012年、NHK-BSプレミアム）

### バラエティ
- 探偵!ナイトスクープ（2004年6月4日、ボブの絵画教室を教わりたいという依頼に故人となっていたボブ・ロスの代理）